# Ra Stua

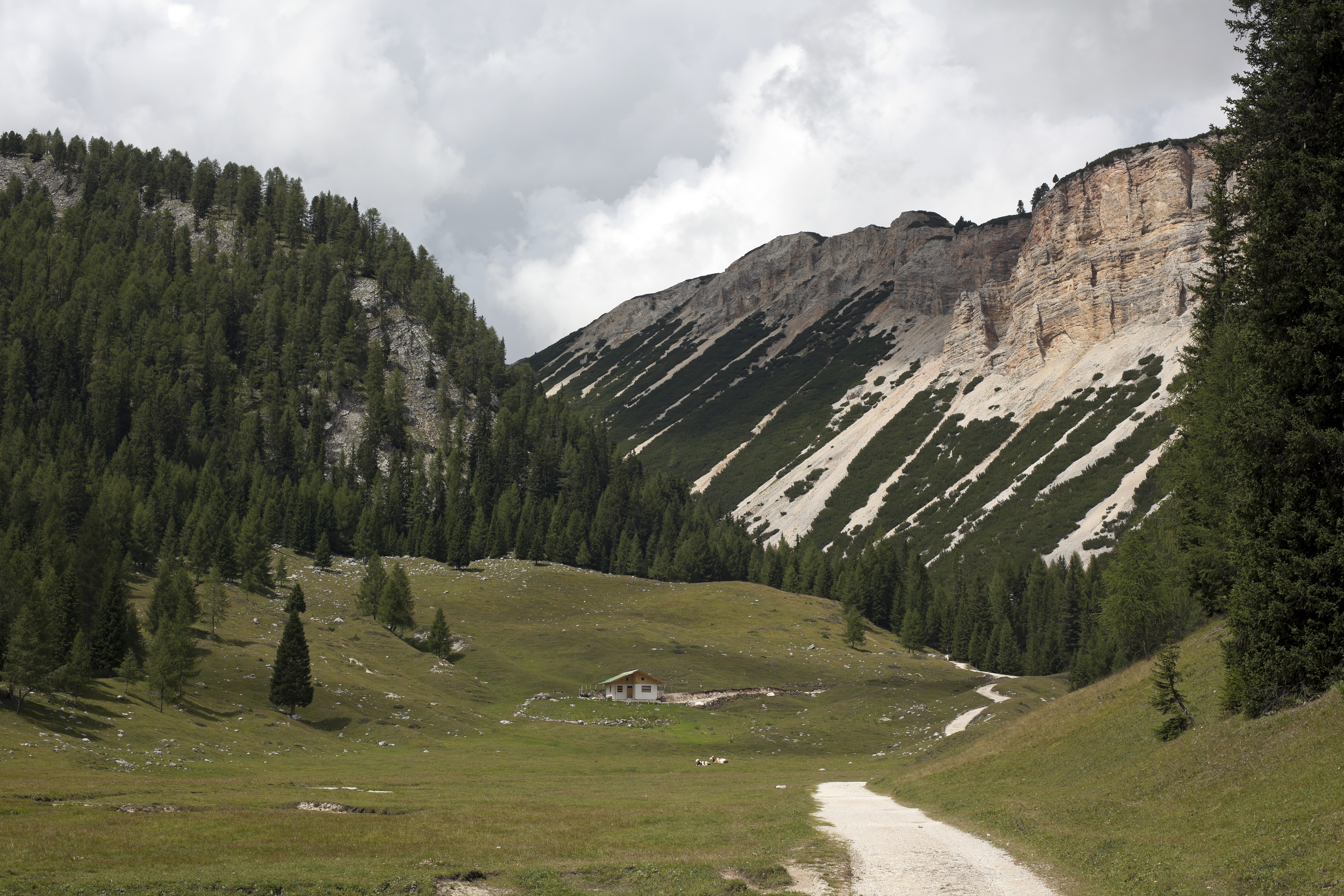
Campo Croce.

Ra Štua (talvolta italianizzato in La Stua) è una località dolomitica posta a nord di Cortina d'Ampezzo.
È un'area prativa che sorge nell'ultimo tratto della valle del Boite (il torrente nasce poco più a nord, a Campo Croce), chiusa tra la Croda Rossa d'Ampezzo e il Lavinores. Ha una certa importanza dal punto di vista escursionistico, in quanto rappresenta il punto di partenza per varie mete, tra le quali si ricordano il rifugio Fodara Vedla] il rifugio Biella, il rifugio Sennes e il rifugio Munt de Sennes.

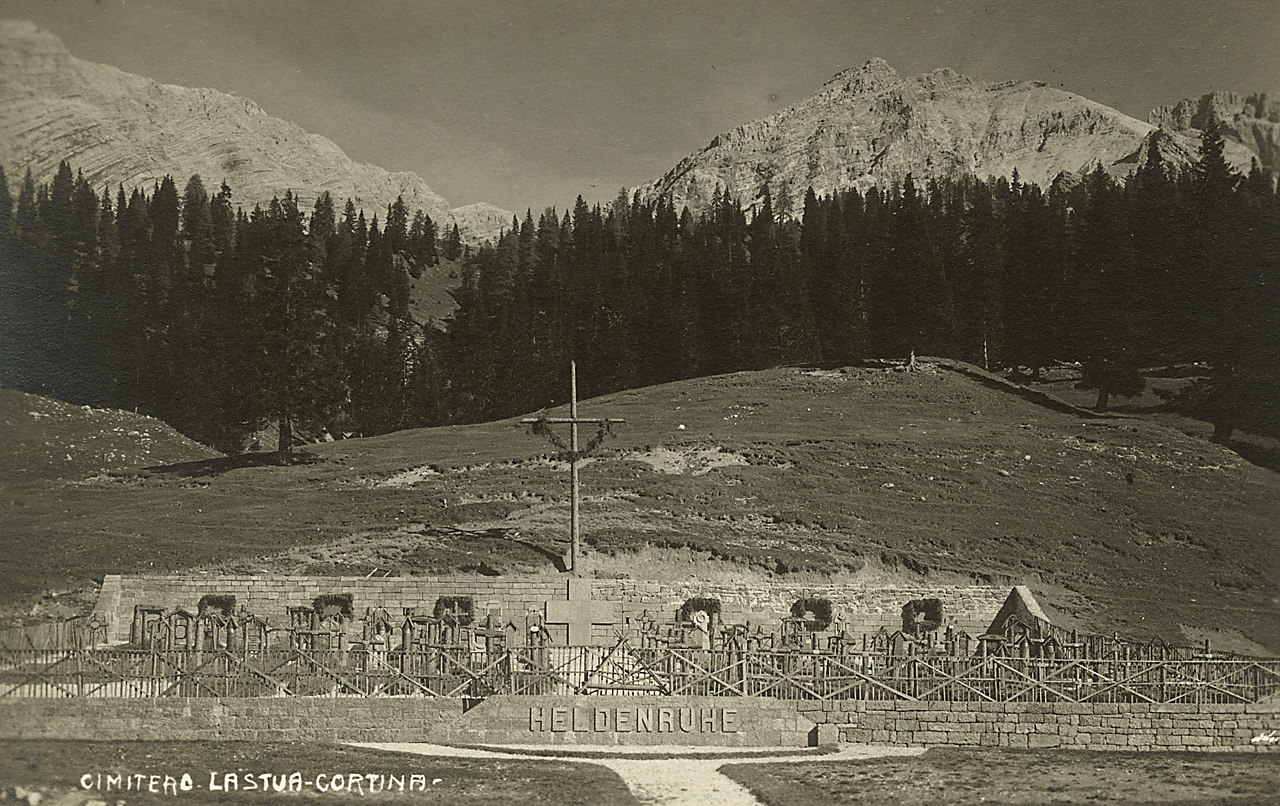
Piccolo cimitero militare della prima guerra mondiale.

Può essere raggiunta in auto prendendo una laterale della SS51 in località Sant'Uberto, localmente conosciuta come Turniché; la strada è però chiusa al transito durante il periodo estivo di alta stagione (Luglio-Agosto) e nel periodo invernale. A piedi, sempre da Sant'Uberto, si impiega circa 1 ora di tempo (facile percorso anche in inverno, quando il rifugio è aperto).
Vi sorge il rifugio Ra Stua (1.668 m).